# منتخب تايبيه الصينية لسباعيات الرغبي
منتخب تايبيه الصينية لسباعيات الرغبي هو ممثل تايبيه الصينية الرسمي في المنافسات الدولية في سباعيات الرغبي.